# Laurits Follert

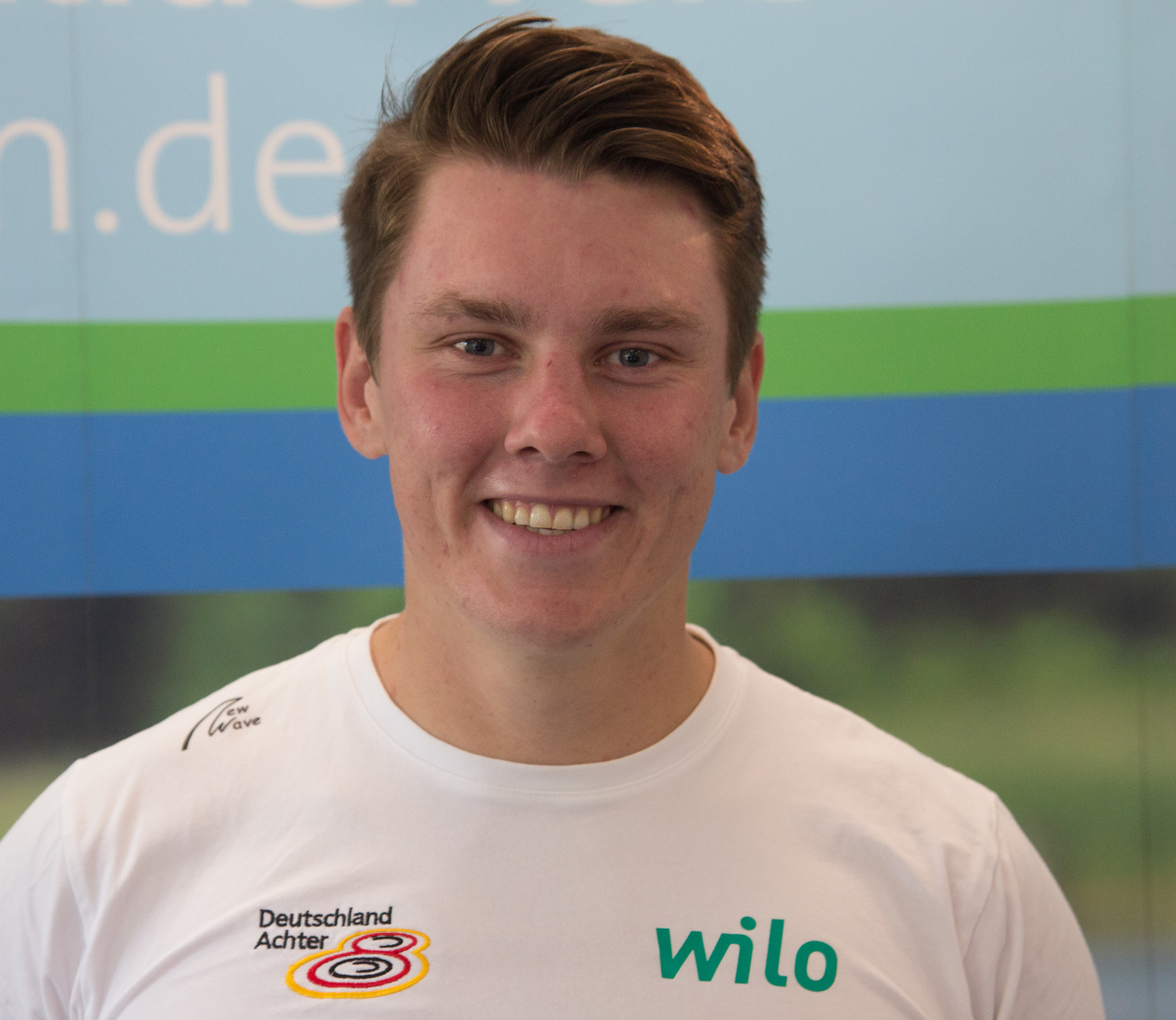
Laurits Follert, 2017

Laurits Follert (* 10. April 1996 in Duisburg) ist ein deutscher Ruderer. 2021 erhielt er eine olympische Silbermedaille.

## Sportliche Karriere
Follert begann seine sportliche Laufbahn beim Uerdinger Ruderklub und wechselte später zum Crefelder Ruder-Club 1883. Bei den Junioren-Weltmeisterschaften 2013 siegte er mit dem Achter. 2014  belegte er bei den Junioren-Weltmeisterschaften in Hamburg im Zweier ohne Steuermann den vierten Platz. 2015 siegte er mit dem Achter bei den U23-Weltmeisterschaften, 2016 erkämpfte er mit dem Achter die Bronzemedaille bei den U23-Weltmeisterschaften in Rotterdam.
Bei den Ruder-Weltmeisterschaften 2017 erreichte der deutsche Vierer ohne Steuermann mit Wolf-Niclas Schröder, Laurits Follert, Christopher Reinhardt und Paul Gebauer das Finale und belegte den sechsten Platz. 2018 trat Follert mit Paul Schröter im Zweier ohne Steuermann an und belegte den achten Platz bei den Europameisterschaften. Im Jahr darauf siegte er mit dem Deutschland-Achter bei den Europameisterschaften 2019 in Luzern vor den Briten und den Niederländern. Bei den Weltmeisterschaften siegten die Deutschen vor den Niederländern und den Briten. Bei den Europameisterschaften 2020 gewannen die Deutschen vor den Rumänen und den Niederländern. Im Jahr darauf siegten die Briten bei den Europameisterschaften in Varese vor den Rumänen und den Niederländern, die Deutschen erreichten den vierten Platz.
Bei den Olympischen Spielen in Tokio gewannen die Deutschen ihren Vorlauf und erkämpften im Finale die Silbermedaille mit einer Sekunde Rückstand auf die Neuseeländer. Für diesen Erfolg wurden Follert und die deutsche Mannschaft am 8. November 2021 vom Bundespräsidenten mit dem Silbernen Lorbeerblatt ausgezeichnet. Im April 2022 wurde er in seiner Heimatstadt Duisburg als Sportler des Jahres 2021 ausgezeichnet.
Nach einem vierten Platz bei den Europameisterschaften 2022 gehörte Follert erst 2024 wieder zum Deutschland-Achter. 2024 gelang der Gewinn der Silbermedaille bei den Europameisterschaften in Szeged und der vierte Platz bei den Olympischen Spielen in Paris.